# Escamps (Lot)
Escamps – miejscowość i gmina we Francji, w regionie Oksytania, w departamencie Lot.
Według danych na rok 1990 gminę zamieszkiwało 121 osób, a gęstość zaludnienia wynosiła 10 osób/km² (wśród 3020 gmin regionu Midi-Pyrénées Escamps plasuje się na 942. miejscu pod względem liczby ludności, natomiast pod względem powierzchni na miejscu 945.).